# World Erotic Art Museum Miami
Das WEAM in Miami ist ein internationales Museum für erotische Kunst in Miami Beach. Das Museum wurde im Jahr 2005 von der Sammlerin Naomi Wilzig eröffnet. Die Sammlung umfasst zurzeit mehr als 6000 Exponate aus der Zeit um 300 vor Christus bis zur zeitgenössischen Kunst.
Besitzerin und Direktorin des Museums war bis zu ihrem Tod 2015 Naomi Wilzig. Der künstlerische Leiter ist seit 2012 der Berliner Kunsthistoriker und Galerist Helmut Schuster.

## Geschichte
Das Museum wurde 2005 in Miami in einem 600 m² großen Haus im Stil des Art déco in Miami Beach eröffnet. Das Museum liegt in der Washington Avenue unweit der Einkaufsmeile Lincoln Road und nur zwei Straßenblocks entfernt vom weltberühmten Ocean Drive. Das Museum besteht seit Beginn vollständig aus Exponaten der Sammlerin Naomi Wilzig. Sie hatte in den ersten Jahren der Museumstätigkeit mit großen Vorbehalten sowohl in der öffentlichen Meinung der Stadt als auch bei den verantwortlichen Politikern zu kämpfen. Nach einigen Jahren der intensiven Ausstellungstätigkeit ist das WEAM mittlerweile das wichtigste erotische Museum der Welt und aus der Kunstszene in Miami nicht mehr wegzudenken. Die Zusammenarbeit mit dem Artdirector des Museums, Helmut Schuster, ermöglichte ab dem Jahr 2012 internationale Austauschausstellungen. 2012 zeigte das Museum unter anderem eine Einzelausstellung von Helmut Newton.
Das World Erotic Art Museum zeigte von Beginn an sowohl die eigene Sammlung als auch Wechselausstellungen. Dem Museum ist weiterhin eine ständig wachsende wissenschaftliche Bibliothek zum Thema erotische Kunst und ein Museumsshop angegliedert.

## Ausstellungen
Das WEAM zeigt seit 2005 im vierteljährlichen Wechsel Einzelausstellungen zur erotischen Kunst. Ziel des Museums ist es von Anfang an, nach den Ausstellungen Exponate anzukaufen, um so ein Teil des kollektiven Gedächtnisses der Besucher aber auch der Stadt Miami zu sein.
Im Jahr 2007 zeigte das World Erotic Art Museum eine umfassende Ausstellung aller bekannten erotischen Radierungen von Rembrandt.
Das Jahr 2008 gehörte dem Schwerpunktthema Pin Up mit Einzelausstellungen von Bruno Bernard und Bunny Yeager.
Bis Ende März 2013 zeigte das Museum eine Einzelausstellung des Photographen Helmut Newton. Diese Ausstellung war eine Kooperation des WEAM Miami und des Museums der Moderne in Salzburg. Ihre Kuratoren waren Veit Ziegelmayer der Sammlungsleiter des MDM Salzburg und Helmut Schuster, der künstlerische Direktor des WEAM.

## Exponate
Die Sammlung umfasst mehr als 4000 erotische Kunstwerke.
Die Sammlung reicht von chinesischen Shunga-Büchern über erotische afrikanische Kunst, Radierungen von Rembrandt bis zu Malerei, Skulptur und Zeichnung der klassischen Moderne. Hier sind beispielsweise Künstler wie Picasso, Miro oder Botero vertreten. Die Zeitgenossen sind unter anderem durch Künstler wie Robert Mapplethorpe, Bruno Bernard, Helmut Newton oder Bunny Yeager vertreten.
Frau Wilzig hatte seit Beginn ihrer Sammlungstätigkeit der anerkannten Kunst auch erotischen Kitsch hinzugefügt – skurrile Ausstellungsstücke wie der Phallus aus dem Stanley-Kubrick-Film Clockwork Orange runden somit die Sammlung ab.